# 散亂流星
散亂流星也称偶发流星是不属于任何流星雨的流星。
从地球表面看上去散亂流星在天球上的轨迹似乎没有规律，在很大程度上是偶然的。散亂流星的流星体不像流星雨中的流星体那样在同一轨道上环绕太阳运转，而是在個別的轨道上运行。